# K. Natwar Singh
Kunwar Natwar Singh, popularmente conhecido como K. Natwar Singh (Bharatpur, Rajastão, 16 de maio de 1931 – Gurgaon, 10 de agosto de 2024) foi um diplomata, político, ministro do governo e escritor indiano. Denunciado pela Comissão de Inquérito Independente das Nações Unidas (mais conhecida como Comissão Volcker) de ser beneficiário de pagamentos ilegais no âmbito do programa iraquiano de petróleo por comida, viu-se forçado a renunciar ao cargo de ministro das Relações Exteriores em 7 de novembro de 2005, tornando-se um ministro sem pasta.

## Carreira diplomática
Singh ingressou no Serviço de Relações Exteriores da Índia em 1953 e serviu por 31 anos. Uma de suas primeiras atribuições foi em Pequim, China (1956-58). Ele foi então enviado para a cidade de Nova York na Missão Permanente da Índia (1961-66) e como representante da Índia no conselho executivo da UNICEF (1962-66). Ele atuou em vários comitês da ONU entre 1963 e 1966. Em 1966, ele foi enviado para o Secretariado do Primeiro Ministro sob Indira Gandhi. Ele serviu como embaixador da Índia na Polônia de 1971 a 1973, vice-alto comissário da Índia no Reino Unido de 1973 a 1977 e embaixador da Índia no Paquistão de 1980 a 1982.  Ele fez parte da delegação indiana à Reunião de Chefes da Commonwealth em Kingston, Jamaica, em 1975. Ele foi um delegado indiano na 30ª Sessão da Assembleia Geral das Nações Unidas, Nova York, na Reunião de Chefes da Commonwealth, Lusaka, Zâmbia, em 1979, e na 35ª Sessão da Assembleia Geral das Nações Unidas, em Nova York. Ele também acompanhou Indira Gandhi em sua visita de Estado aos EUA em 1982. Ele atuou como curador executivo do Instituto das Nações Unidas para Treinamento e Pesquisa (UNITAR) nomeado pelo Secretário-Geral das Nações Unidas por seis anos (1981-86). Ele também atuou no Grupo de Especialistas nomeado pelo Secretário-Geral da Commonwealth, em Londres, em 1982. Ele foi nomeado Secretário-Geral da Sétima Cúpula dos Não-Alinhados em Nova Delhi, realizada em 1983, e Coordenador-Chefe da Reunião de Chefes de Governo da Commonwealth (CHOGM) em Nova Delhi no mesmo ano. Ele atuou como Secretário no Ministério das Relações Exteriores de março de 1982 a novembro de 1984. Ele recebeu o Padma Bhushan, o terceiro maior prêmio civil da Índia do Governo da Índia, em 1984.

## Carreira política
Em 1984, depois de renunciar ao Serviço de Relações Exteriores da Índia, Singh ingressou no Partido do Congresso e foi eleito para o 8º Lok Sabha do distrito eleitoral de Bharatpur, no Rajastão. Em 1985, ele foi empossado como ministro de Estado (que é ministro, mas um nível abaixo de um ministro do gabinete) e distribuiu as pastas de aço, carvão e minas e agricultura. Em 1986, tornou-se ministro de Estado das Relações Exteriores. Nessa qualidade, foi eleito presidente da Conferência das Nações Unidas sobre Desarmamento e Desenvolvimento, realizada em Nova York em 1987, e também liderou a delegação indiana à 42.ª Sessão da Assembleia Geral das Nações Unidas.
Singh permaneceu como ministro de Estado das Relações Exteriores até que o Partido do Congresso perdeu o poder após ser derrotado nas eleições gerais de 1989. Nessas eleições, ele disputou e perdeu a cadeira de Mathura em Uttar Pradesh. O Partido do Congresso voltou ao poder após as eleições de 1991, com P.V. Narasimha Rao como primeiro-ministro desde que Rajiv Gandhi havia sido assassinado. Nessa época, Singh não era deputado e não podia ser ministro. Ele desenvolveu diferenças com o primeiro-ministro e deixou o partido junto com ND Tiwari e Arjun Singh, para formar um novo partido político, All India Indira Congress.
Em 1998, depois que Sonia Gandhi recuperou o controle total do partido, os três leais à família fundiram seu novo partido no Partido do Congresso e voltaram ao serviço dos Gandhis. Singh foi recompensado com uma passagem para disputar as eleições gerais de 1998 e retornou ao parlamento após um intervalo de nove anos, quando foi eleito para o 12º Lok Sabha (1998-99) de Bharatpur. Singh derrotou o Dr. Digamber Singh, do Partido Bharatiya Janata, que se tornaria Ministro da Saúde, Bem-Estar Familiar e, posteriormente, das Indústrias do Rajastão, e emergiria como o líder mais alto do leste do Rajastão no início dos anos 2000, praticamente derrubando o domínio de Singh na região.  Ele teve que se sentar nas bancadas da oposição, no entanto, e depois perdeu as eleições de 1999. Após um novo hiato de três anos, ele foi eleito (indiretamente) para o Rajya Sabha do Rajastão em 2002. O Partido do Congresso voltou ao poder em 2004, e o primeiro-ministro Manmohan Singh nomeou Natwar Singh como ministro das Relações Exteriores.

### Escândalo do petróleo por alimentos
Singh assumiu o cargo em 23 de maio de 2004 como ministro das Relações Exteriores da Índia. Em 27 de outubro de 2005, enquanto Singh estava no exterior em visita oficial, o Comitê de Inquérito Independente chefiado por Paul Volcker divulgou o relatório sobre sua investigação de corrupção no programa Petróleo por Alimentos. Afirmou, inter alia, que o "Partido do Congresso da Índia" e a família de Natwar Singh eram beneficiários não contratuais (corruptos) do programa Petróleo por Alimentos.  Anil Mathrani, então embaixador indiano na Croácia e ex-assessor próximo de K. Natwar Singh, alegou que Natwar Singh havia usado uma visita oficial ao Iraque para obter cupons de petróleo para Jagat Singh do regime de Saddam.
Em 26 de março de 2006, a Diretoria de Execução da Índia (ED) anunciou que finalmente rastreou uma quantia de oitenta milhões de rúpias, transferida da conta bancária do empresário indiano não residente Aditya Khanna, com sede em Londres, para sua própria conta NRI em um banco de Delhi, e posteriormente retirada dessa conta para ser supostamente distribuída entre os beneficiários indianos do golpe.
Singh foi suspenso pelo Congresso em 2006. 

### Carreira posterior
Em fevereiro de 2008, ele anunciou que deixou o Congresso em um comício patrocinado pelo Partido Bharatiya Janata da comunidade Jat realizado em Jaipur na presença de Vasundhara Raje, então ministro-chefe do Rajastão. Nesta ocasião, Natwar Singh não apenas afirmou sua inocência, mas também lançou um ataque a Sonia Gandhi por não ter defendido ou apoiado.
Em meados de 2008, tanto Natwar Singh quanto seu filho Jagat se juntaram ao Partido Bahujan Samaj de Mayawati,[ apenas para serem expulsos por esse partido dentro de quatro meses (em novembro de 2008) por suposta indisciplina, atividades antipartidárias e "falta de fé" na ideologia do Movimento Bahujan Samaj. Na verdade, Singh estava exigindo um assento no Rajya Sabha (que aparentemente havia sido prometido antes de ele ingressar no partido) e Mayawati mudou de ideia sobre esse assunto. Jagat Singh mais tarde se juntou ao Partido Bharatiya Janta (BJP).

## Obras
1. E.M.Forster: A Tribute, Nova York, 1964
2. The Legacy of Nehru, Nova York, 1965
3. Tales from Modern India, Nova York, 1966
4. Stories from India, Londres, 1971
5. Maharaja Suraj Mal (1707-63), Londres, 1981
6. Curtain Raisers, Delhi,1984
7. Profiles & Letters, Delhi, 1997
8. The Magnificent Maharaja Bhupinder Singh of Patiala (1891-1938), Delhi, 1997.
9. Heart to Heart, Delhi, 2003.
10. Walking with Lions: Tales from a Diplomatic Past, Ed. Hamid Ansari, 2013.
11. One Life is Not Enough: An Autobiography, 2014.